# 1963 في كوبا
فيما يلي قوائم الأحداث التي وقعت خلال عام 1963 في كوبا.

## كتب
من الكتب التي صدرت هذه السنة في كوبا:
- 1 يناير – أحداث الثورة الكوبية من تأليف تشي جيفارا.

## مواليد

### يناير
- 1 يناير – غييرمو غونزاليس

### فبراير
- 19 فبراير – جوي دياز

## وفيات

### نوفمبر
- 29 نوفمبر – إرنستو ليكونا (مواليد 1895) ملحن كوبي.